# Agriotypus maculiceps
Agriotypus maculiceps är en stekelart som beskrevs av Chao 1992. Agriotypus maculiceps ingår i släktet Agriotypus och familjen brokparasitsteklar. Inga underarter finns listade i Catalogue of Life.